# مصريون في هولندا
عدد المصريين في هولندا ليس بالكثير مقارنة بالمهاجرين من المغاربة أو الأتراك هناك. فعددهم لا يتجاوز 22,700 مهاجر

## مصريون بارزون
- رمسيس شافي